# Charles Duvent
Charles Jules Walère Duvent, né le 26 juin 1867 à Langres et mort le 23 janvier 1940 à Paris 13e, est un peintre français.

## Biographie
Élève de Gustave Boulanger et de Jules Lefebvre, paysagiste et orientaliste, il expose au Salon des artistes français dès 1884 et y obtient une mention honorable en 1891, une médaille de 3e classe en 1893, une médaille de 2e classe et une bourse de voyage en 1896 et une médaille d'argent à l'Exposition universelle de 1900, année où il passe en hors-concours.
Chevalier (1903) puis officier (1921) de la Légion d'honneur, il devient membre du jury et Président de la Société amicale des artistes français.
Comme illustrateur, il effectua en 1913 des eaux-fortes en couleurs pour l'ouvrage de René Boylesve Sainte-Marie des Fleurs.
À 47 ans, Charles Duvent s'engage comme soldat au sein du premier régiment de chasseurs d'Afrique, au Maroc. À la suite de soucis de santé, il retourne à la vie civile, mais s'engage à nouveau au sein d'une mission du ministère des Affaires étrangères dans les zones de combat, de juin 1915 à janvier 1916.
Il traverse ainsi de nombreuses zones touchées par les bombardements (Reims, Ypres, Arras, Verdun), et les dépeint au moyen de gouaches et d'aquarelles. L'ensemble des œuvres est exposé au Pavillon de Marsan en avril 1916, et un catalogue des œuvres exposées est publié, accompagné d'une lettre amicale du général Gouraud, qui tient de préface à l'ouvrage. Chaque exemplaire était vendu un franc, et la somme rapportée fut reversée à la Croix-Rouge, ce que mentionne également Gouraud dans sa préface.
L'exposition rassemble soixante-dix œuvres, une majorité de villes en ruines de l'Est de la France. L'œuvre du Duvent touche alors à un certain mysticisme, comme l'illustre La cathédrale de Reims en septembre 1914, où l'on observe une apparition christique dans la nef, juste avant le bombardement de cette cathédrale.
Après cette exposition du 1er au 30 avril 1916 au pavillon de Marsan, l'ensemble des œuvres vont être exposées aux États-Unis, de juin à septembre 1916. Le projet était prévu de longue date, le général Gouraud le mentionnant dans la préface du catalogue du mois d’avril 1916. Charles Duvent accompagne les œuvres lors de cette tournée américaine. De nombreux mécènes américains, ainsi que le galeriste Knoedler soutiennent cette exposition itinérante. Cette tournée s'inscrit dans une volonté incitative pour l'intervention américaine en Europe. Ces œuvres furent même reproduites afin d'être vendues par les infirmières de la Croix-Rouge américaine.

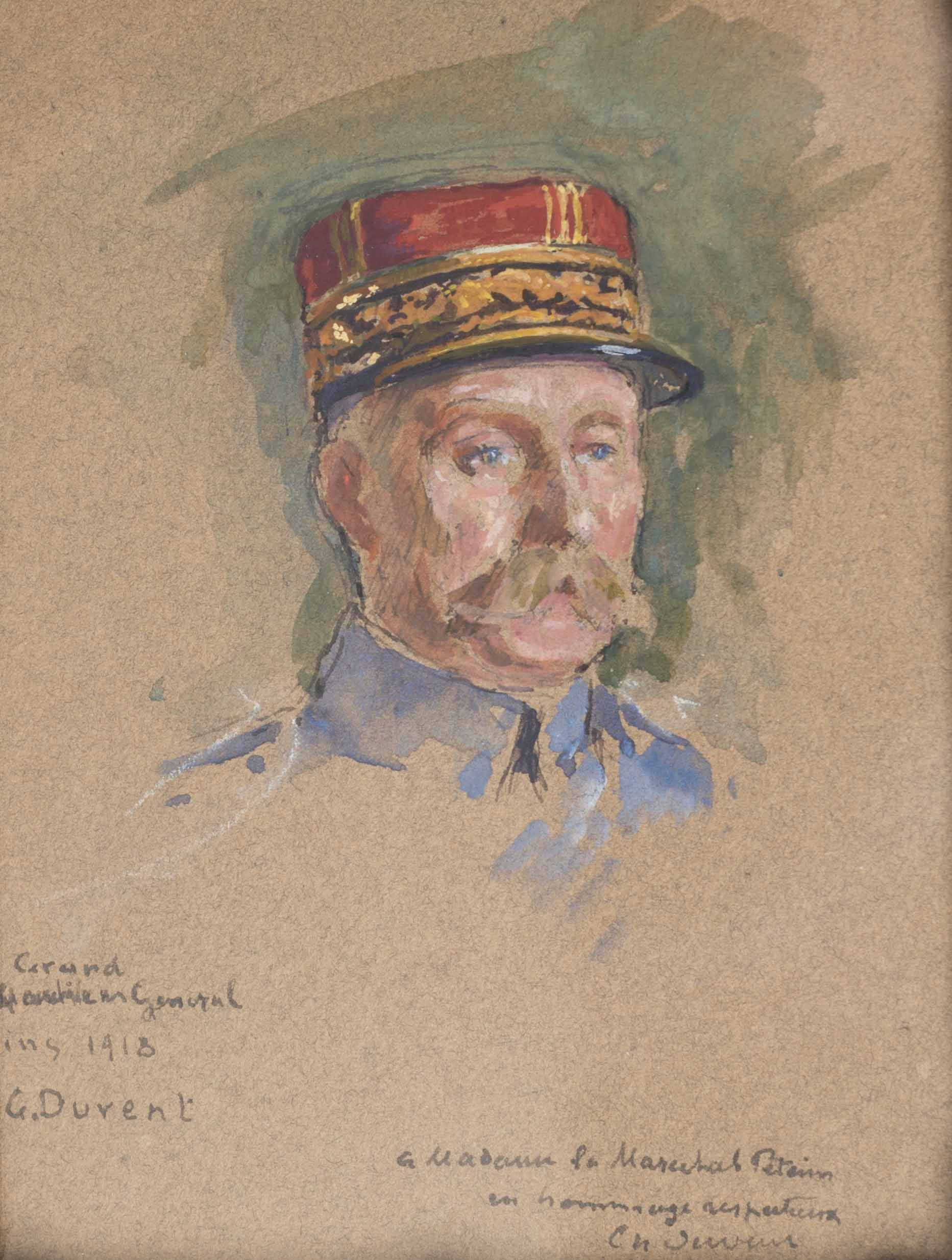
Grand quartier général, portrait du Maréchal Pétain, 1918, aquarelle sur papier, Nanterre, La Contemporaine

À son retour des États-Unis, Charles Duvent se rendit également à Trévise, Venise et Padoue, afin de peindre le martyre de ces villes détruites. Il développe dans les œuvres de cette période une véritable esthétique de la ruine, dans une vision luministe, presque panthéiste.

## Œuvre

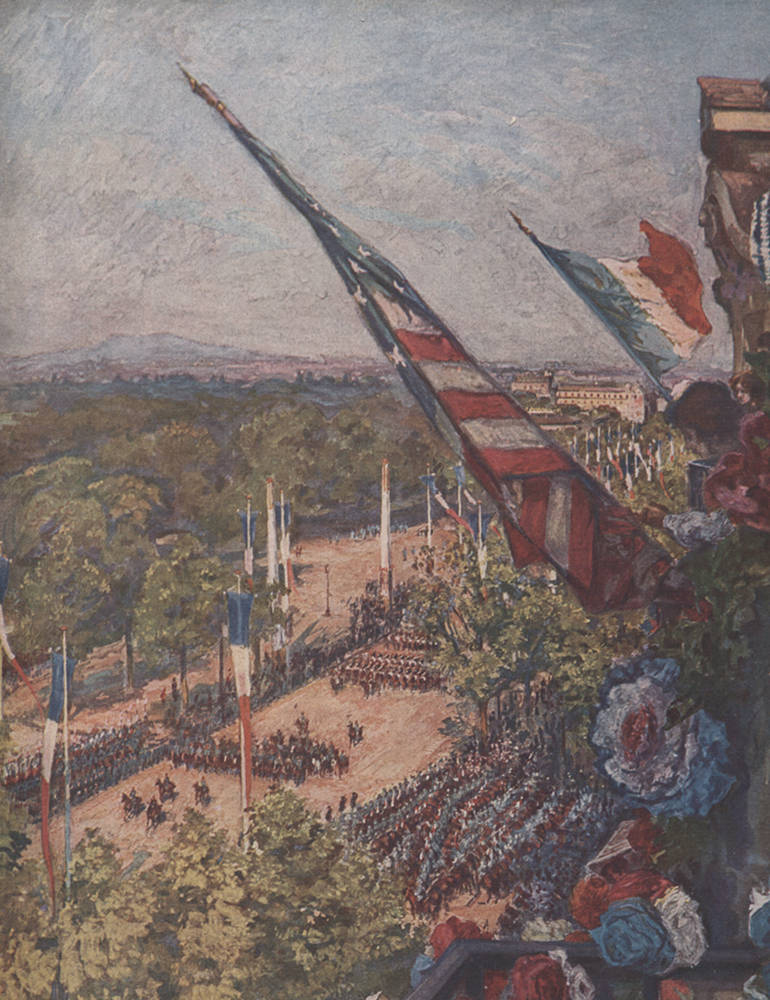
Départ du défilé triomphal avenue de la grande armée le 14 juillet 1919 (1920).

- Commentry, La Joie par le travail, triptyque, achat par l'État en 1901, pour 6 000 FF, sur la recommandation du  conseiller d'État Olivier Sainsère.
- Paris, musée d'Orsay, Portrait d'Aline Jean, épouse de l'artiste, huile sur toile, 0,88 x 0,70, signé et daté à mi-hauteur vers la gauche : Duvent 93, n° inv. RF 1980 13.
- Musée du Luxembourg, Portrait de Mme D.
- Musée du Luxembourg, Portrait de jeune fille
- Paris, musée de l'Armée, La Cathédrale d'Arras, La Cathédrale de Reims, La Cathédrale d'Ypres, achat global par l’État à la galerie M. Knoedler en 1919 pour 3 000 FF.
- Paris, musée de l'Armée, Le général Poeymirau sur son lit de mort, 1924.
- Jadis à Sarrebruck, Hôtel du Gouvernement français, La Procession, triptyque, achat par l'État en 1921.
- Langres, Entrée du général Lyautey à Marrakech, achat par l'État en 1925, jadis au ministère des Colonies, transféré au musée du quai Branly, dépôt à Langres.
- Neuilly-sur-Seine, Hôtel de ville, Le Traité de Neuilly en 1919, Inauguration de l'hôpital de Neuilly.
- Collection privée, Le Journal Le Matin au boulevard Poissonnière.

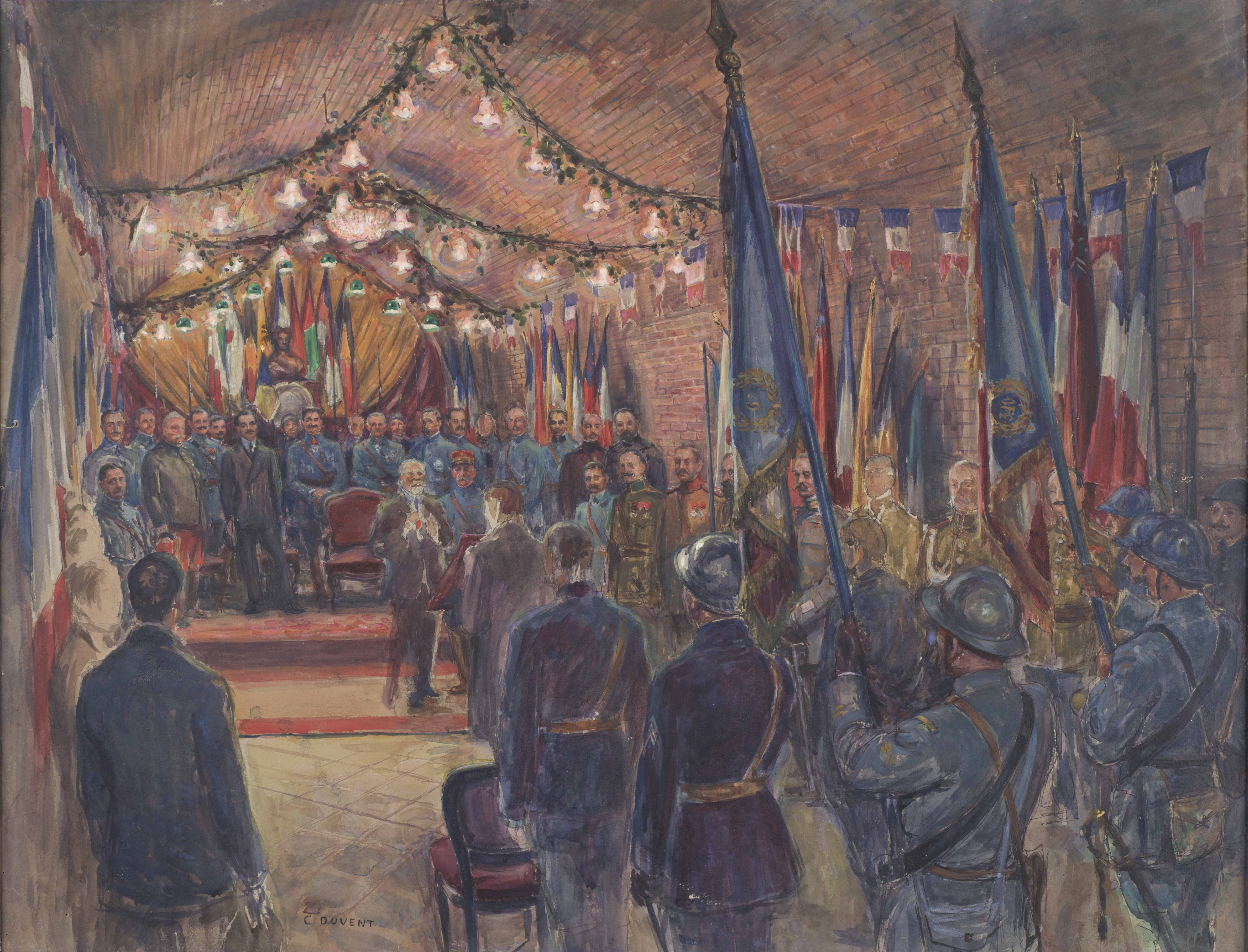
Remise de la Légion d'Honneur à la ville de Verdun dans la crypte de cette ville, 1917, aquarelle sur carton, Nanterre, La Contemporaine

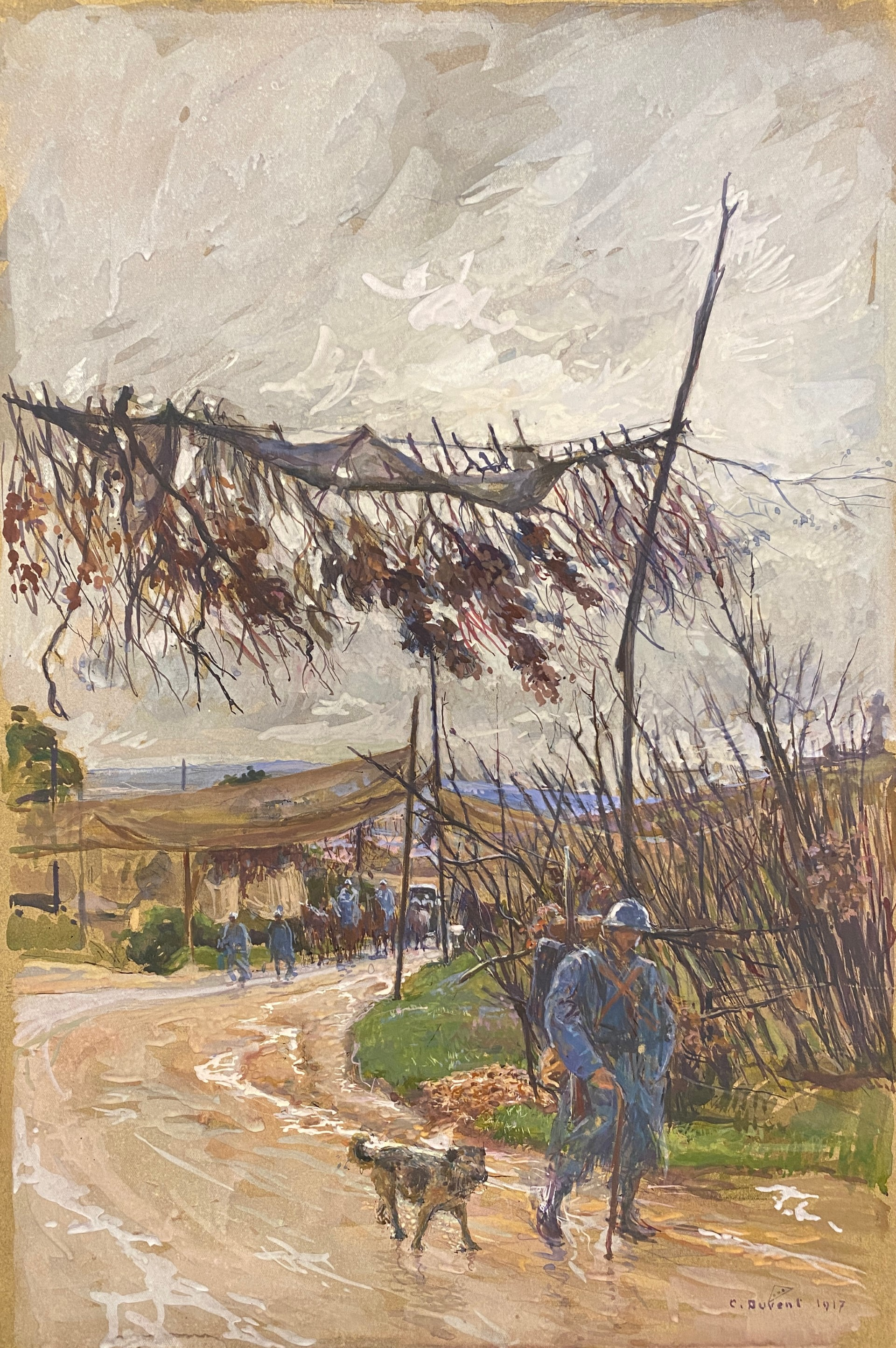
Route en vue de l'ennemi, 1917. Aquarelle [gouache ?] sur carton 56 x 38 cm, Nanterre, La Contemporaine

## Prix Charles Duvent
Le prix Charles Duvent a été créé par la famille de l'artiste et est décerné par le jury de peinture du Salon des artistes français « à un peintre hors concours se trouvant momentanément dans une situation difficile  et n'ayant pas d'enfants susceptibles de l'aider » (dixit).

## Exposition personnelle
- Paris, Pavillon de Marsan, L'œuvre de Charles Duvent peintre en mission du Ministère des Affaires Étrangères aux armées : Exposition des aquarelles exécutées en Belgique, Artois, Champagne, Lorraine, Alsace et Maroc. Préface du général Gouraud. 1er-30 avril 1916
- Langres, Musée Saint-Didier, Le Maroc de Charles-Jules Duvent : un regard d'artiste entre orientalisme et idées coloniales, 21 juin-30 septembre 1997.